# Оберхармерсбах
Оберхармерсбах (нем. Oberharmersbach) — община в Германии, в земле Баден-Вюртемберг. 
Подчиняется административному округу Фрайбург. Входит в состав района Ортенау.  Население составляет 2501 человек (на 31 декабря 2010 года). Занимает площадь 40,92 км².

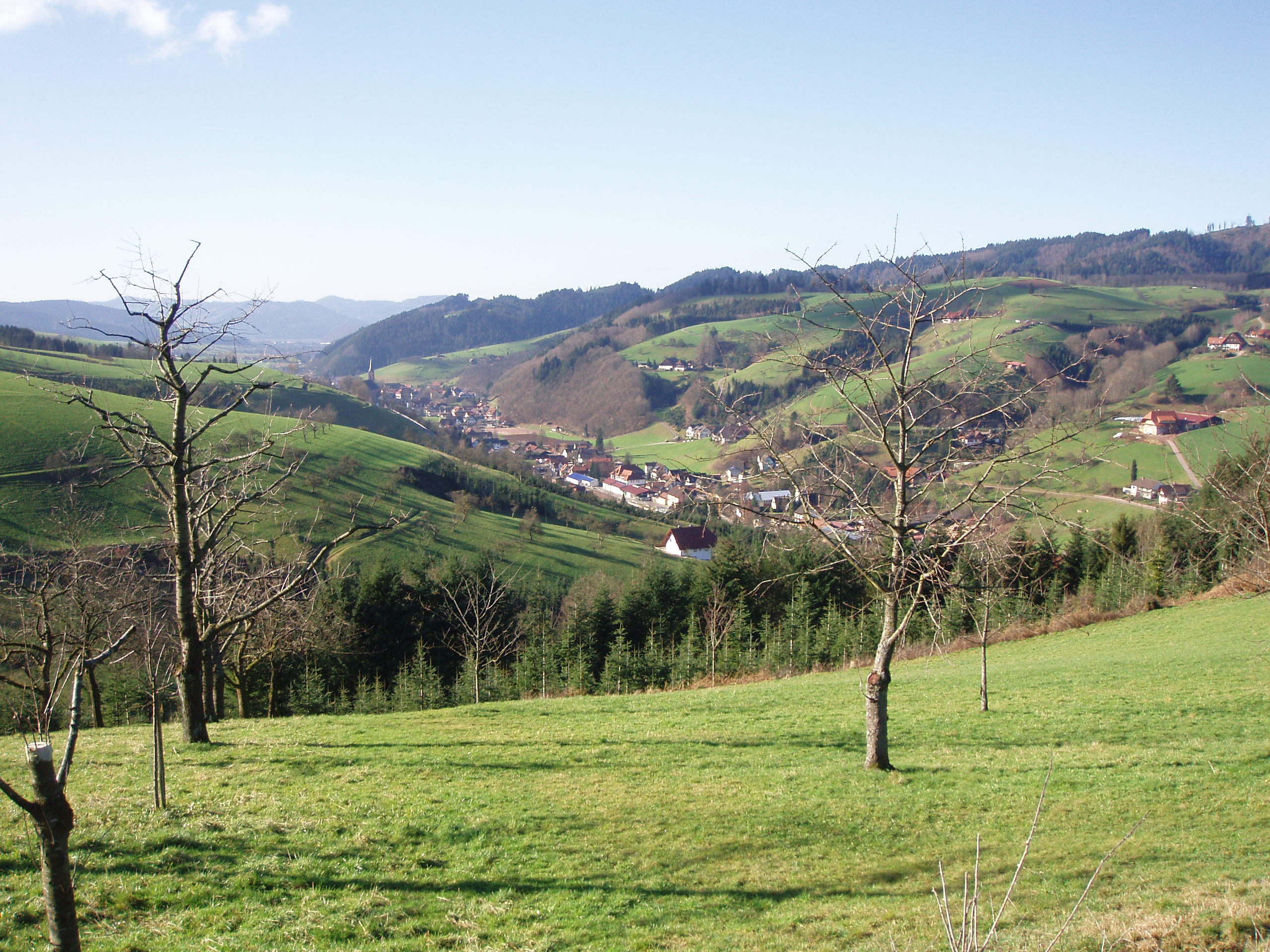
Оберхармерсбах